# Proddatur
Proddatur là một thành phố và khu đô thị của Kadapa (huyện) thuộc bang Andhra Pradesh, Ấn Độ.

## Địa lý
Proddatur có vị trí 14°44′B 78°33′Đ / 14,73°B 78,55°Đ Nó có độ cao trung bình là 155 mét (508 feet).

## Nhân khẩu
Theo điều tra dân số năm 2001 của Ấn Độ, Proddatur có dân số 164.932 người. Phái nam chiếm 50% tổng số dân và phái nữ chiếm 50%. Proddatur có tỷ lệ 64% biết đọc biết viết, cao hơn tỷ lệ trung bình toàn quốc là 59,5%: tỷ lệ cho phái nam là 73%, và tỷ lệ cho phái nữ là 54%. Tại Proddatur, 12% dân số nhỏ hơn 6 tuổi.